# Casal Lambda
Pour les articles homonymes, voir Lambda (homonymie).
Le Casal Lambda est un lieu d’accueil, d'information et d’écoute au service de la population lesbienne, gay, bisexuelle et trans (LGBT) situé à Barcelone. 

## Historique
Créé en 1976 pendant la transition démocratique par Armand de Fluvià, animateur du Mouvement espagnol de Libération homosexuelle, association clandestine sous la dictature franquiste, puis du Front de Libération gay de Catalogne, l'objectif principal du Casal Lambda est la normalisation de l'homosexualité. 

## Situation géographique
Le centre se situe au sud du Gaixample, dans le district de l'Eixample, à Barcelone. 

## Organisation
Le Casal Lambda dispose d'un espace de rencontres et d'orientation pour gais et lesbiennes, ainsi qu'un centre d'information et documentation sur la sexualité dirigé à des professionnels et des chercheurs. Il propose un centre de documentation ouvert au public où sont notamment proposées les archives du mouvement gay et lesbien.
Il joue également le rôle de lanceur d'alerte et de sensibilisation auprès des institutions publiques et des partis politiques.
Parmi ses activités, il organise depuis1995 le festival Mostra International de Cinema Gai i Lesbià, publie la revue Lambda, de périodicité trimestrielle et organise des expositions pédagogiques et historiques.